# 秋田慎治
秋田 慎治（あきた しんじ、1972年9月13日 - ）は日本のジャズ・ピアニスト、作曲家、編曲家。　奈良県出身。配偶者はリポーターの用瀬朋美。

## 来歴
1997年に渡米し、1998年ち中村照夫 & the Rising Sun Bandに加入。
2000年に帰国。2001年に上京し、Rising Sun Bandとして「Red Shoes」をAvex traxからリリース。
2003年、椎名純平/篠原涼子のデュエット曲"Time of Gold"をプロデュース。カナダドライのTV-CMに使用される。
2004年、阿川泰子とのデュエット・アルバム『Tiara』リリース。
2005年、TOKU、日野賢二、大槻”KALTA”英宣、小沼ようすけらとTKYを結成。
2006年、初のリーダー・アルバム『moments in life』をポニーキャニオンよりリリース。
2007年、BS朝日のジャズ番組「Groovin' Jazz Night」にレギュラー司会者として出演。
2008年、初のソロピアノツアー"Colored Verses"を実施。
2010年、2ndアルバム『fiction』をポニーキャニオンからリリース。
2011年、東日本大震災チャリティーライブを実施。
2012年、高須クリニックTVｰCMに出演。
2013年、初のソロピアノアルバム『CIRCLE』をCHELIM MUSIC RECORDSからリリース。
2016年、TOKYO FMのジャズ番組「GINZA JAZZzzzz supported by 銀座三越」のラジオパーソナリティを務める。同年7月、CDデビュー10周年記念アルバム『time - 10』をポニーキャニオンからリリース。
2018年、クリスマス・アルバム『Dina Noel』リリース。
2023年、大阪パフォーマンスドール（OPD）のデビュー30周年記念の新曲『ナツカ セツナ』の編曲を担当。

## 人物
幼年期より電子オルガンを始める。ピアノを開始したのは高校卒業後である。1997年に24歳で渡米。2000年帰国までに中村照夫（B）Victor Jones（Dr）Igal Micheal（G）らとライブツアーを重ねる。2008年より毎年4月と12月にソロピアノツアーを実施。単行本「美男子JAZZ - 知識ゼロでも楽しめる女子ジャズ･ガイド」（シンコーミュージック・エンタテイメント）の中で、イケメンジャズピアニストのひとりとして取り上げられる。主な共演者は、TOKU、阿川泰子、マリーン、中本マリ、伊藤君子、畠山美由紀、今陽子、矢沢永吉、大野俊三、土岐英史、鈴木央紹、近藤和彦、井上信平、鳥越啓介、小松伸之、安ヵ川大樹、加納樹麻、坂崎拓也、(s)pirit color（古谷文乃・稲葉貴子）など多数。

## ディスコグラフィ
- 「moments in life」（2006年5月17日）
- 「fiction」（2010年8月18日）※洋服の青山CM曲「prelude to eternal」収録
- 「CIRCLE」（2013年4月4日）※高須クリニック CM曲「Keep your mind high」収録（bonus track）
- 「time - 10」（2016年7月13日）
- 「Dina Noel」（2018年12月1日）